# مارك لوري (مغني)
مارك لوري (بالإنجليزية: Mark Lowry)‏ هو مغني أمريكي، ولد في 24 يونيو 1958 في هيوستن في الولايات المتحدة.

## وصلات خارجية
- مارك لوري على موقع IMDb (الإنجليزية)
- مارك لوري على موقع ميوزك برينز (الإنجليزية)
- مارك لوري على موقع ديسكوغز (الإنجليزية)
- مارك لوري على موقع قاعدة بيانات الفيلم (الإنجليزية)